# Teism
Teism (av grekiska theos, gud), är en filosofisk eller religiös riktning som menar att det finns en transcendent (översinnlig, ej möjlig att uppfatta eller förstå) och personlig (ett väsen/en kraft i sig själv och inte något utspritt) Gud. Denne är upphovet till universum och ingriper i mänsklighetens historia främst genom att ge människorna en tro. 
Om Gud dessutom anses fortsätta att agera i historien, benämns denna teism varande evolutionär. Detta agerande kan ske exempelvis genom en serie ännu ej avslutade uppenbarelser till utvalda människor, som blir grundare av nya världsreligioner eller tankeriktningar. Detta för att modifiera människornas rådande normer för moraliskt handlande och anpassa samhällets levnadssätt och tankekoder för att fortlöpande driva mänsklighetens andliga utveckling framåt. En evolutionär syn förekommer inom bahá'í-tron.

## Teism i jämförande belysning
Ofta likställs teism med monoteism och förstavelsen "mono" finns huvudsakligen för att betona att det är fråga om en och endast en gud som existerar, till skillnad från polyteism och henoteism. Dock är statisk monoteism eller teism i meningen att en enda Gud har lagt fast religionens grundläggande normer en gång för alla – exempelvis i kristendom, judendom, islam och zoroastrism – inte detsamma som evolutionär teism eller monoteism.
Inom polyteismen finns ett helt pantheon med olika gudar, som har olika ansvarsområden. Så är till exempel fallet i antik grekisk, egyptisk och centralamerikansk religion. Om en folkgrupp dyrkar en enda gud (exempelvis Jahve under Mose tid), samtidigt som gruppen accepterar att andra folk har andra gudar kallas det henoteism eller monolatri; jämför budet "Du skall inga andra gudar hava jämte mig", som inte nödvändigtvis utesluter att andra gudar existerar.
Motsatsen till teism är ateism, vilket spänner från avsaknad av tro på någon eller några gudar (eller högre makter), till aktivt avvisande av sådana (se antiteism).
Deism innebär att den ende och transcendente guden är skapare av allt, men att Gud efter skapelsen inte överhuvudtaget ingriper i världen genom att exempelvis uppenbara religioner. Deismen kan indelas i (1) Gud vill inte ingripa efter skapelsen och (2) Gud kan inte ingripa efter skapelsen.
Panteism är uppfattningen att hela naturen, världen eller universum är besjälat av ett gudomligt allomfattande väsen. I sin mest extrema form innebär panteismen att Gud och universum är identiska med varandra, och Gud är enligt detta synsätt inte världens skapare. Panenteism innebär uppfattningen att Gud både omfattar hela universum och transcenderar detsamma. Pandeismen är inom religionsfilosofi en kombination av panteism och deism som ifrågasätter vad man tolkar som en "mytisk" eller "teistisk" Gudsbild bland de traditionella panenteisterna.
En religion som inte kan inordnas i detta schema är buddhismen.

## Kritik av teism
Kritik av teism framförs huvudsakligen från ateistiskt och agnostiskt håll, även om vissa former av teism har blivit kritiserade av andra teister. Till exempel kritiseras islam ibland från kristet håll och omvänt. Det finns flera särskilda sorters argument som används mot teism, exempelvis sådana som ifrågasätter giltigheten i teismen, konsekvenserna av tro och troendes handlingar.